# Quintana de Valdivielso
Quintana de Valdivielso es una localidad, y también una Entidad Local Menor, de la provincia de Burgos, comunidad autónoma de Castilla y León (España), comarca de Las Merindades, partido judicial de Villarcayo, municipio de Merindad de Valdivielso.

## Geografía
Es un pueblo situado en el norte de la provincia de Burgos, vertiente mediterránea del valle del Ebro, entre la Sierra de la Tesla y el Valle de las Caderechas, en las proximidades de Puente-Arenas, al este; Valdenoceda, al norte; El Almiñé al sur; y al oeste el puerto de La Mazorra.

## Comunicaciones
- N-232  , Carretera Nacional de Vinaroz a Cabañas de Virtus.
- CL-629  , Carretera Comarcal de Burgos a Bilbao pasando por Villarcayo.

## Demografía
Evolución de la población
| Gráfica de evolución demográfica de Quintana de Valdivielso entre 2000 y 2020 |
|                                                                               |
| Población de derecho (2000-2020) según el padrón municipal del INE            |

## Entidad Local Menor
Quintana de Valdivielso es una de las trece (13) entidades locales menores que forman el municipio de Merindad de Valdivielso.

## Historia
Lugar en el Partido de Arriba uno de los cuatro en que se dividía la Merindad de Valdivielso en el Corregimiento de las Merindades de Castilla la Vieja, jurisdicción de realengo con regidor pedáneo.
Así se describe a Quintana de Valdivielso en el tomo XIII del Diccionario geográfico-estadístico-histórico de España y sus posesiones de Ultramar, obra impulsada por Pascual Madoz a mediados del siglo XIX:

Aldea en la provincia, diócesis, audiencia territorial y capitanía general de Burgos (11 leguas), partido judicial de Villarcayo (2 ½), y ayuntamiento titulado de la merindad de Valdivielso, cuya capital es Almiñé (1/4); Situada en una ladera con exposición al E; goza de clima templado y la combaten todos los vientos, siendo las enfermedades más comunes las catarrales y nerviosas. Tiene 32 casas de regular construcción, entre las que es notable la llamada el Colegio del Ricachón, que según se dice, fue fabricada para que sirviera de tal a las niñas, cuyo edificio en toda su obra no contiene otras maderas que las empleadas en las puertas y ventanas, y a su E se ve una magnífica huerta con estanques para la pesca y jaulas para las aves. Hay también una escuela de primeras letras, a la que concurren de 25 a 30 alumnos de ambos sexos, dotada con 500 reales que le pagan aquellos, un pozo de donde se proveen de agua los vecinos para beber y demás usos; una iglesia parroquial matriz (San Millán abad) y un cementerio al N, sirviendo el culto de ella un cura párroco y un sacristán. Su término, que se extiende 1.000 varas de N a S y 500 de E a O, confina por N y O con Valdenoceda y Puente-Arenas, y por E y S con este último y Almiñe. El terreno es secano y de mediana calidad; hay una cantera de piedra de buena clase, y al NO en las encrespadas peñas denominadas Occinos, un monte poblado de encinas aunque en corto número. Caminos: a unas 100 varas del pueblo pasa la carretera que conduce de Santander a Rioja, y la correspondencia se recibe de la capital del partido por los mismos particulares. Producciones: trigo alaga y blanco, comuña, habas, arvejas, garbanzos, titos, yeros y algo de maíz y vino; cría ganado lanar y cabrío, caza de perdices y codornices, y pesca de barbos, anguilas y truchas. Industria: la agrícola. Población: 22 vecinos, 82 almas. Capital productivo: 356.900 reales. Imponible: 33.313.
Diccionario geográfico-estadístico-histórico de España y sus posesiones de Ultramar

A la caída del Antiguo Régimen queda agregado al ayuntamiento constitucional de Merindad de Valdivielso, en el partido de Villarcayo perteneciente a la región de Castilla la Vieja.

## Patrimonio
Núcleo urbano de forma alargada estructurado en torno una calle donde se levantan casonas armoniosamente mezcladas con las típicas construcciones populares.
Destacan las siguientes edificaciones:
- Colegio de huérfanos. Se comienza a construir el año 1883 por medio de Doña María del Carmen de Andino y es completado más tarde por la familia Huidobro. En la actualidad alberga las dependencias de un centro de interpretación.
- Torre de Loja. Sobre un cerro apartado del núcleo, fue levantada a principios del siglo XVI. De cuatro pisos y planta cuadrada rematada con cubos en las esquinas y almenas con esquinas garitonadas. Matacán sustentado por modillones y gárgolas esculpidas con figura lobuna.
- Torre palacio de San Martín. De estilo renacentista está adornado con escudos, garitones y balaustradas, que fue propiedad durante un tiempo del inquisidor Díaz de Rozas.
- Casonas, algunas de ellas blasonadas, en las que se mezclan rasgos constructivos de las viviendas de los páramos y de La Montaña.

## Parroquia
Iglesia de San Millán Abad, dependiente de la parroquia de Condado en el Arciprestazgo de Merindades de Castilla la Vieja, diócesis de Burgos.